# مالون دي لا باز الثانية
كانت مالون دي لا باز الثانية عبارة عن مسيرة احتجاجية للسكان الأصليين في شمال غرب الأرجنتين، للمطالبة برد أراضيهم القديمة. وقد بدأت تلك المسيرة في السابع من أغسطس عام 2006 في إقليم خوخوي.
والكلمة مالون مشتقة من لغة مابودونجان، وهي تشير إلى الغارة المفاجئة، والتي كانت تمارسها قبائل السكان الأصليين عند مهاجمة مستوطنات الكريول في الماضي. وبالتالي، فإن هذا التعبير يعني «الغارة السلمية». وقد كانت مسيرة مالون دي لا باز الأولى عبارة عن مسيرة لمسافة ألفي كيلومتر من خوخوي إلى بيونس آيرس في عام 1946، من أجل تقديم المطالب بالحصول على الأرض والاستمتاع بحقوق الإنسان إلى الرئيس خوان بيرون.
وقد نجمت مسيرة مالون دي لا باز الثانية عن التأخير الطويل والرفض الحكومي في إقليم خوخوي فيما يتعلق بالالتزام بالأمر القضائي الصادر بمنح مجتمعات السكان الأصليين مساحة 15 ألف كم من الأرض. وقد تجمعت مجموعة من المجتمعات المختلفة في أبرا بامبا، التي تبعد مسافة 200 كم إلى الشمال من سان سلفادور دي خوخوي (وهو نفس المكان الذي انطلقت منه المسيرة الأولى قبل 60 عامًا). وبعد قرارات المجموعة، نظمت مجموعة من المفوضين من المجتمعات المنتشرة في مختلف أرجاء الإقليم مسيرة من كويبرادا دي هوماهواكا إلى بورماماركا (التي تبعد عن عاصمة الإقليم بمسافة 60 كم).
وبعد تجمع جديد، في الثامن من أغسطس، قام حوالي ألف شخص بقطع الطريق القومي 16 و9، وطالبوا بالاجتماع مع الحاكم إدواردو فيلنر. وقد تقرر أن يستمر قطع الطريق بشكل مفتوح.

## معلومات تاريخية
لم تقبل الحكومة القومية مسيرة مالون دي لا باز الأولى بشكل جيد. ورغم أن تلك المسيرات قد حظيت باهتمام ودعم الأشخاص في الطريق، بالإضافة إلى الاعتراف الرسمي بها من قبل الرئيس بيرون، تم طردهم بعد فترة قصيرة من بيونس آيرس خاليي الوفاض. وبعد ثلاثة أعوام فقط من ذلك، أي في عام 1949، صادرت الحكومة القومية بعض الأراضي من أجل منحها لمجتمعات السكان الأصليين، إلا أن الحكومة لم تتخل عنها مطلقًا.
وقد أقرت الإصلاحات التي جرت على الدستور الأرجنتيني في عام 1994 بحقوق «الشعوب الأصلية» في امتلاك الأراضي القديمة التي كانوا يمتلكونها. ووفقًا لمندوبي المجتمعات، بدأت الحكومة القومية في عام 1996 إرسال الأموال إلى خوخوي من أجل التعامل مع استطلاعات الرأي والأعمال الورقية اللازمة لتمليك المجتمعات الأصلية للأراضي، إلا أنه لم يتم منحهم إلا 7 سندات ملكية من 123 سند ملكية إجمالاً.
وفي الثاني من مايو عام 2003، أصدر قاضٍ قراره بضرورة إعطاء الأوراق خلال ما لا يزيد على 15 شهرًا. وقد استأنفت حكومة الإقليم هذا القرار. وقد استاءت المجتمعات الأصلية بسبب هذا الإجراء، وأرسلت خطابًا إلى الرئيس نيستور كيرشنير. وقد اعتبرت الصحافة الإجراء العنيف المتمثل في قطع الطرق بأنه بمثابة «الإنذار الأخير» لسلطات الإقليم.